# Короли и капуста
«Короли и капуста» (англ. Cabbages and Kings) — сатирическая повесть американского писателя О. Генри 1904 года, написанная на основе одноимённого переработанного сборника рассказов. На русский язык впервые была переведена Корнеем Чуковским.
Действие происходит в вымышленной маленькой латиноамериканской стране под названием «Анчурия», которую сам писатель характеризует как «банановая республика» (термин придумал именно О. Генри): основной статьёй дохода страны является экспорт тропических фруктов в США. Население страны живёт в безделье и повальной нищете, правительство поголовно коррумпировано или играет в революции, американская пароходная компания дёргает за ниточки, а несколько предприимчивых американских искателей счастья попадают в круговорот самых неожиданных событий.

## История создания

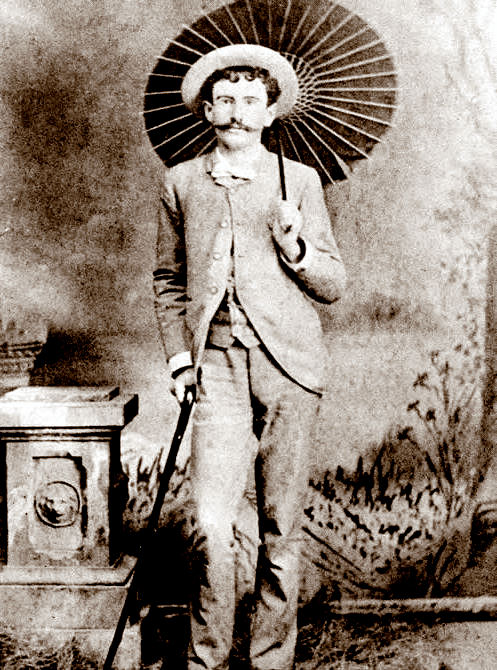
О. Генри в молодости

О. Генри написал свою повесть в 1904 году на основе своего первого одноимённого сборника рассказов, опубликованного в том же году. Рассказы эти были написаны во время пребывания автора в городе Трухильо (Гондурас) в 1896 году, где он скрывался от судебного преследования — как и некоторые персонажи его повести. Гондурас в те годы не был связан с Соединёнными Штатами Америки договором о выдаче беглых преступников.
Им были использованы восемь рассказов сборника:
1. «Денежная лихорадка», 1901;
2. «Rouge et Noir», 1901;
3. «Лотос и бутылка», 1902;
4. «Редкостный флаг», 1902;
5. «Лотос и репейник», 1903;
6. «Игра и граммофон», 1903;
7. «Трилистник и пальма», 1903;
8. «Художники», 1903.

Введя их в состав полноценной крупной прозы (это единственное произведение О. Генри в таком жанре: все остальные его работы — короткие рассказы), писатель как бы «аннулировал» их как самостоятельные произведения и больше не перепечатывал.
По мере работы над книгой О. Генри менял место и роль использованных рассказов. «Денежная лихорадка», самый ранний из них (не совпадает с главой VII под тем же названием) — дал повести общую сюжетную схему, материал для «Присказки Плотника» и I, III, IV и XVIII глав. Как готовые главы с незначительными изменениями в тексте в книгу вошли четыре рассказа под тем же названием («Лотос и бутылка», «Игра и граммофон», «Трилистник и пальма», «Художники»). Рассказ «Лотос и репейник» дал основу для V, XII, XIII глав; «Редкостный флаг» — VIII и IX; «Rouge et Noir» — XV и XVI. А три главы («Денежная лихорадка», «Остатки кодекса чести» и «Витаграфаскоп») были написаны специально.
Борис Эйхенбаум анализирует: «Здесь семь отдельных новелл, из которых одна, новелла о президенте Мирафлоресе и Гудвине (занимающая главы I, III—V, IX, XV и XVI), сделана основной и раздвинута вставками в неё остальных шести (главы II, VI—VII, VIII, X—XI, XII и XIII—XIV). Эти шесть новелл слегка прицеплены к событиям и персонажам основной: например, новелла о консуле Джедди и бутылке с письмом (глава II) представляет собой совершенно самостоятельное целое — связь с основной состоит только в том, что Джедди — приятель Гудвина и живёт в том же Коралио». По его словам, «он представляет собою объединённый сборник новелл — роман с „лоскутной“ конструкцией, построенный по принципу циклизации». Он считает, что это возвращение к ранней, «натуральной» форме романа, представлявшей собой сборник «занимательных историй».

## Сюжет
Повесть состоит из нескольких новелл, объединённых персонажами и, по большей части, единым местом действия (Латинская Америка). Однако несколько новелл являются законченными рассказами — вставными новеллами о второстепенных персонажах. Главная линия, служащая им обрамлением, — бегство президента Мирафлореса с иностранной певичкой, его самоубийство в г. Коралио (Анчурия) и исчезновение украденных им 100 тыс. долл., а также связанные с этим загадки.

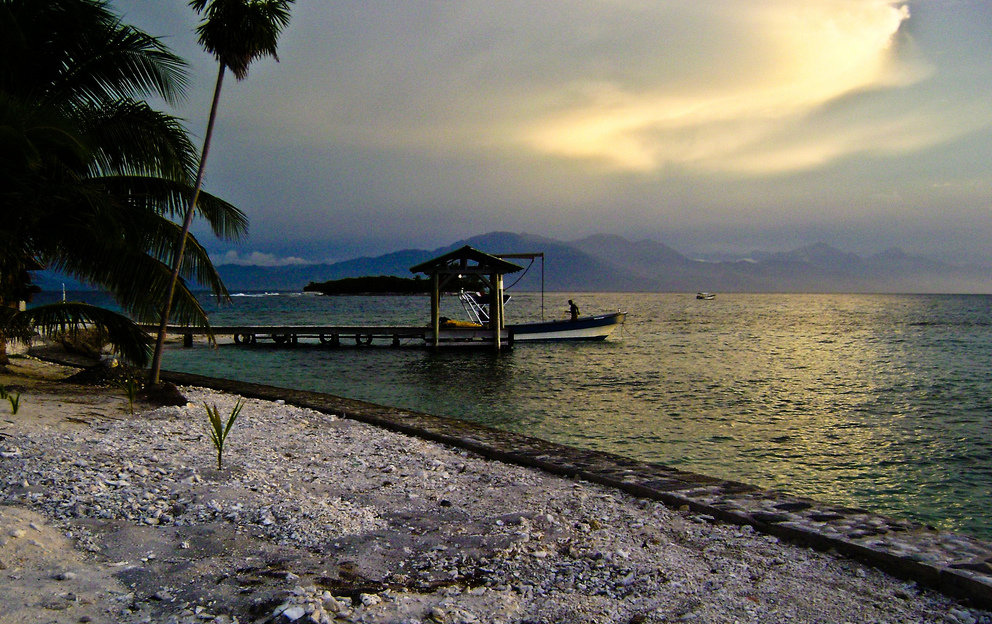
Морской берег в Гондурасе

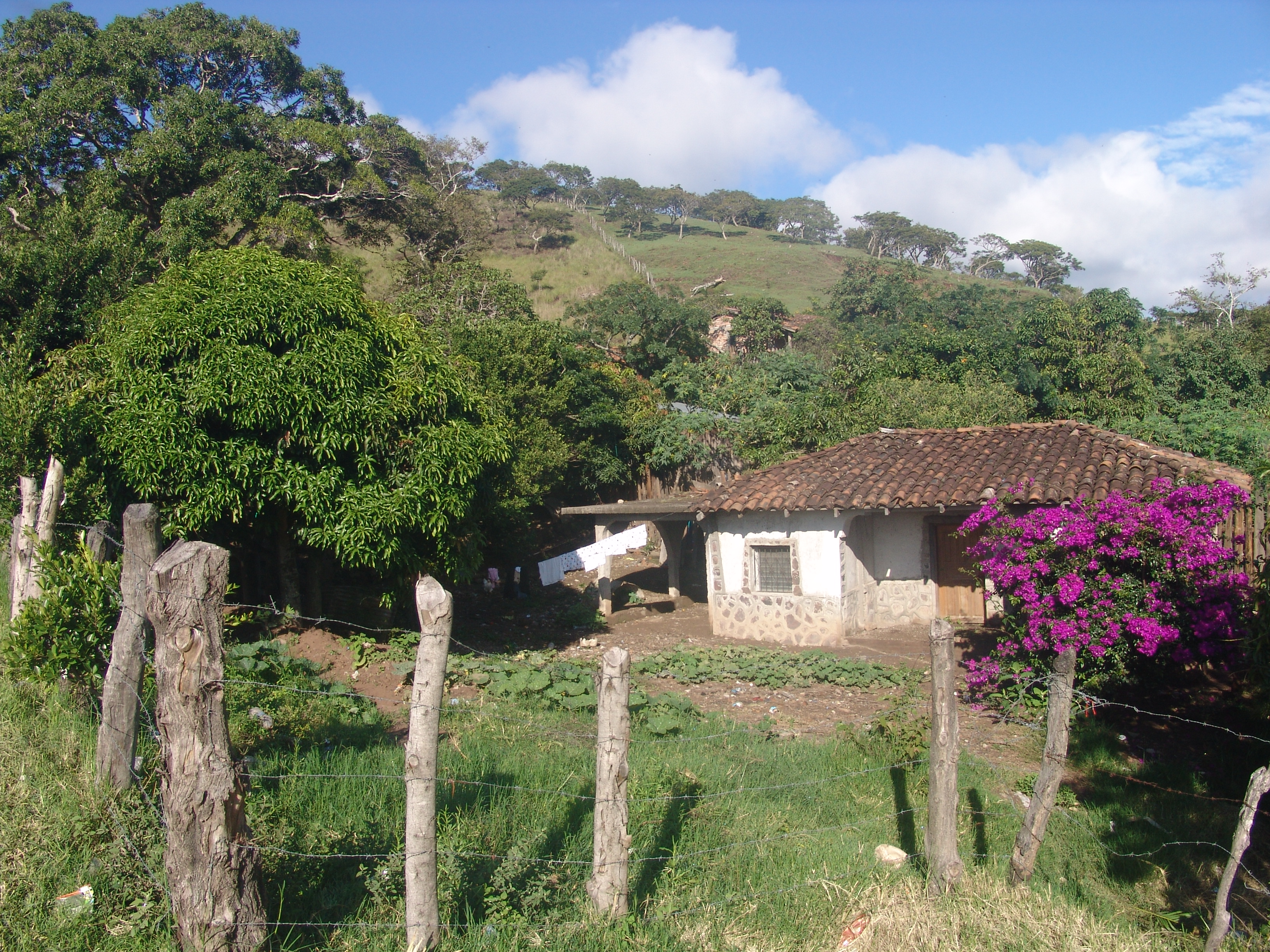
Хижина в Гондурасе

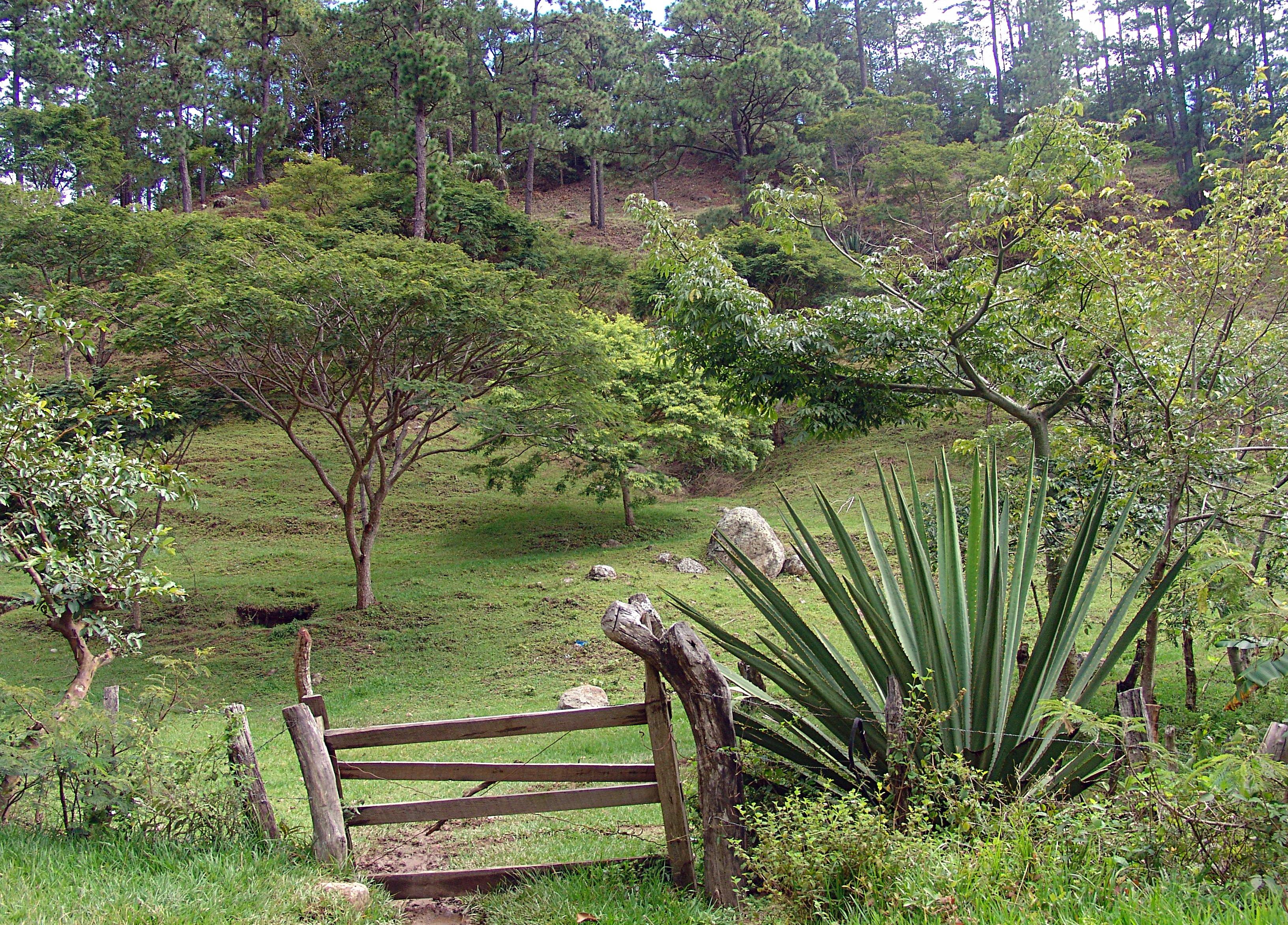

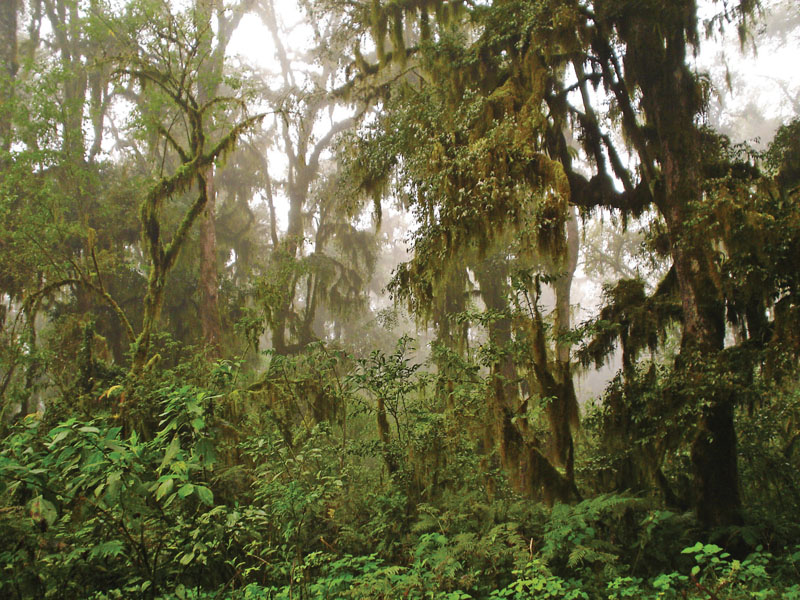
Джунгли Гондураса

- «От переводчика» (русское издание)
- «Присказка Плотника»

1. «Лиса-на-рассвете». Проживающий в маленьком прибрежном городишке Коралио американский бизнесмен Гудвин, гигант-блондин, получает телеграмму о бегстве Мирафлореса президента республики Анчурия из столицы с казной и красавицей-певичкой Изабеллой Гилберт. Ради получения концессий от нового правительства он собирается помешать президенту покинуть страну морским путём.
2. «Лотос и бутылка». Уиллард Джедди, молодой консул в Коралио, предается неге. Его покой нарушает известие о том, что его прошлая любовь мисс Ида Пэйн из Норфорлка может показаться в Карибских морях на яхте своего потенциального жениха. Он уговаривает себя, что это ему безразлично и он хочет жениться на Пауле Брэнигэн, но когда мимо проплывает яхта и он находит в волнах бутылку с посланием, Джедди думает, что в бутылке письмо от Иды. Он не решается распечатать её и идет делать предложение Пауле. Вернувшись с положительным ответом, он вздрагивает, найдя бутылку — он почти забыл о ней. Джедди вышвыривает её в море, а потом чуть не погибает, пытаясь её догнать. (Вставная новелла)
3. «Смит». Гудвин и его соратники, местные патриоты, сторожат побережье, чтобы не дать президенту бежать. В это время на изящной яхте из Нью-Йорка прибывает странный человек, представившийся «Смитом», его интересуют новые люди в городе. Он расспрашивает о пассажирах фруктовых пароходов всех, кого можно, а потом исчезает безо всяких объяснений.
4. «Пойманы!». Гудвин видит незнакомых мужчину и женщину, входящих в отель. Местный парикмахер рассказывает ему, что он только что сбрил в темной хижине президенту Мирафлоресу его роскошную бороду. Гудвин входит в номер гостиницы и видит там красавицу — очевидно, певичку Изабеллу Гилберт, и требует от неё саквояжа с деньгами. Пожилой бритый мужчина, очевидно, президент Мирафлорес, узнав, что девушка узнала о его воровстве, а Гудвин требует сдаться, стреляет себе в голову. Прежде чем в номер набьется толпа, Гудвин бросает саквояж с деньгами в окно, в чащу апельсиновых деревьев. В последующие недели новое правительство ищет эти деньги, причем Гудвин активно помогает ему в поисках — но все безрезультатно. На красавице из отеля Гудвин женился.
5. «Еще одна жертва Купидона». После женитьбы и отставки Уилларда Джедди в Коралио прибывает новый консул — Джон де Граффенрид Этвуд из Дейлсбурга, Алабама. Он тоже жертва любви — сбежал в Анчурию после того, как ему отказала Розина, дочь Элиджи Гемстеттера. Он становится другом Билли Кьоу, который рассказывает ему историю, почему его Меллинджер уплывает на пароходе под звуки патефона, как «Зозо, королева фей»[5].
6. «Игра и граммофон». Кьоу рассказывает, как несколько лет назад вместе с Генри Хорсколларом решили ввезти в Латинскую Америку граммофон. С ними знакомится Гомер П. Меллинджер («самый настоящий Кафузлум» — вымышленный опереточный титул бея, визиря), местный теневой политический деятель. Кьоу с Хорсколларом везде сопровождают его, аккомпанируя на патефоне. Как-то, включив ему песенку «Родина, милая Родина», они спасают его от искушения получить взятку «сенаторских размеров» и погубить свою репутацию. После этого он выкупает у них аппарат. (Вставная новелла)
7. «Денежная лихорадка». Полковник Эмилио Фалькон, личный секретарь нового президента Лосада, прибывает в Коралио, чтобы искать деньги. Его принимает Гудвин, который не показывает ему свою жену и лжет о судьбе саквояжа. Блайт по прозвищу «Вельзевул», местный алкоголик, пытается шантажировать Гудвина, но не набирается храбрости.
8. «Адмирал». В Коралио конфискуют шлюпку. Президент Лосада и военный министр дон Сабас Пласидо, на вечеринке с шампанским в шутку учреждают анчурийский флот и назначают его командующим местного моряка, безобидного идиота Фелипе Каррера. У него даже появляется морской флаг. (Вставная новелла, 1-я часть)
9. «Редкостный флаг». Военный министр дон Сабас Пласидо, авантюрист и коллекционер, пытается поднять восстание, но проигрывает. Он пытается совершить побег на шлюпке «адмирала», но тот, зная о попытке мятежа, пытается его остановить. Дон Сабас убивает его. Коллекционер хочет забрать уникальный морской флаг, единственный в мире, для своего собрания, но потом из чувства благородства, не без душевной борьбы, покрывает им тело убитого адмирала и уплывает прочь. (Вставная новелла, 2-я часть)
10. «Трилистник и пальма». Фотограф Клэнси, бродяга-ирландец, рассказывает, как он завербовался устраивать революцию в Гватемале, а в итоге оказался там на безумно тяжелой прокладке дорог. Он бежит на пароходе, а в Новом Орлеане получает возможность отомстить своему вербовщику. (Вставная новелла)
11. «Остатки кодекса чести». Блайт-Вельзевул наконец решается шантажировать Гудвина — он видел, как тот забрал саквояж из апельсиновой рощи. Гудвин дает ему денег и отправляет прочь на пароходе.
12. «Башмаки». Консул Джонни Этвуд как-то в шутку написал на родину, в ответ на дурацкий запрос, что магазин обуви в Коралио (где все на самом деле ходят босиком) — насущная необходимость. В итоге отец его невесты прибывает с пароходом, набитым обувью. Джонни в ужасе. Он шлет телеграмму фермеру Пинки Доусону с заказом на пятьсот фунтов крепких репейников. (Вставная новелла, 1-я часть)
13. «Корабли». Прибывает груз репейников, и Джонни засеивает все тротуары города — бедные аборигены бросаются в обувной магазин наперегонки. Когда весь товар распродан, Джонни признается Розине и её отцу, он прощен и становится женихом. После его отбытия и. о. консула Били Кьоу чуть не загибается от смеха, когда Пинки Доусон прибывает на двух кораблях, набитых репейником. (Вставная новелла, 2-я часть)
14. «Художники». Кьоу пытается заработать деньги на мании величия президента Лосады. Он привозит из Нью-Йорка бедного художника Уайта и уговаривает его написать портрет президента в виде Юпитера за 10 тыс. долл. Уайт создает полотно, но потом не выдерживает, и уничтожает этот ужас. Кьоу ругает его за малодушие. Потом Кьоу тайно фотографирует президента с помощью камеры Brownie в компрометирующей ситуации и, вместо того, чтобы шантажировать его, тоже уничтожает свою работу. (Вставная новелла)
15. «Дикки». В Коралио прибывает Дикки Малони, рыжеволосый и буйный, который женится на Пасе Ортис. Местный команданте, пытавшийся ухаживать за Пасой, бросает его в тюрьму. Пароходная компания «Везувий» (США), с которой у Дикки есть какие-то тайные связи, помогает ему выйти. (Вставная новелла, 1-я часть)
16. «Rouge et Noir». Оказалось, президент Лосада поссорился с компанией «Везувий». Когда он прибывает в Коралио, город встречает его очень холодно. Генерал Пилар произносит речь, напоминая о погибшем президенте Оливарре, любимом народом. Он вызывает из толпы рыжеволосого Дикки Малони — это сын Оливарры. Ключи от города отдаются ему. Лосаду арестовывают, и Дикки становится новым «presidente proclamado». «Красное выиграло» — говорят сотрудники «Везувия», которые помогли Дикки устроить революцию в стране только ради понижения пошлины на бананы. (Вставная новелла, 2-я часть)
17. «Две отставки». Объяснение загадок сюжета: два бродяги — сыщик О’Дэй и Блайт сидят на набережной Гудзона в Нью-Йорке. Сыщик рассказывает, почему его уволили. Как-то его послали ловить президента страхового общества «Республика» Уорфилда, который сбежал в Анчурию с дочерью и деньгами на пароходе. Сыщик бросается за ним на яхте. В Коралио он находит старика с саквояжем и молодую красавицу, и увозит их в Нью-Йорк. Его увольняют за то, что это оказался не Уорфилд, а Мирафлорес.
18. «Витаграфоскоп». Все сюжетные линии заканчиваются — Гудвин вернул «Республике» деньги, которые украл отец его жены; Кьоу навещает Уайта в его нью-йоркской мастерской — он разбогател на золотом песке; Мирафлорес и Изабелла, надоевшие друг другу, сидят на пляже в Ницце.

### Действующие лица
американцы

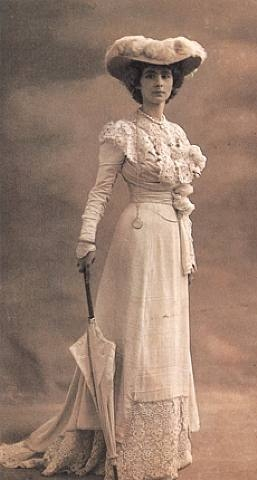
Женская мода в 1900-х

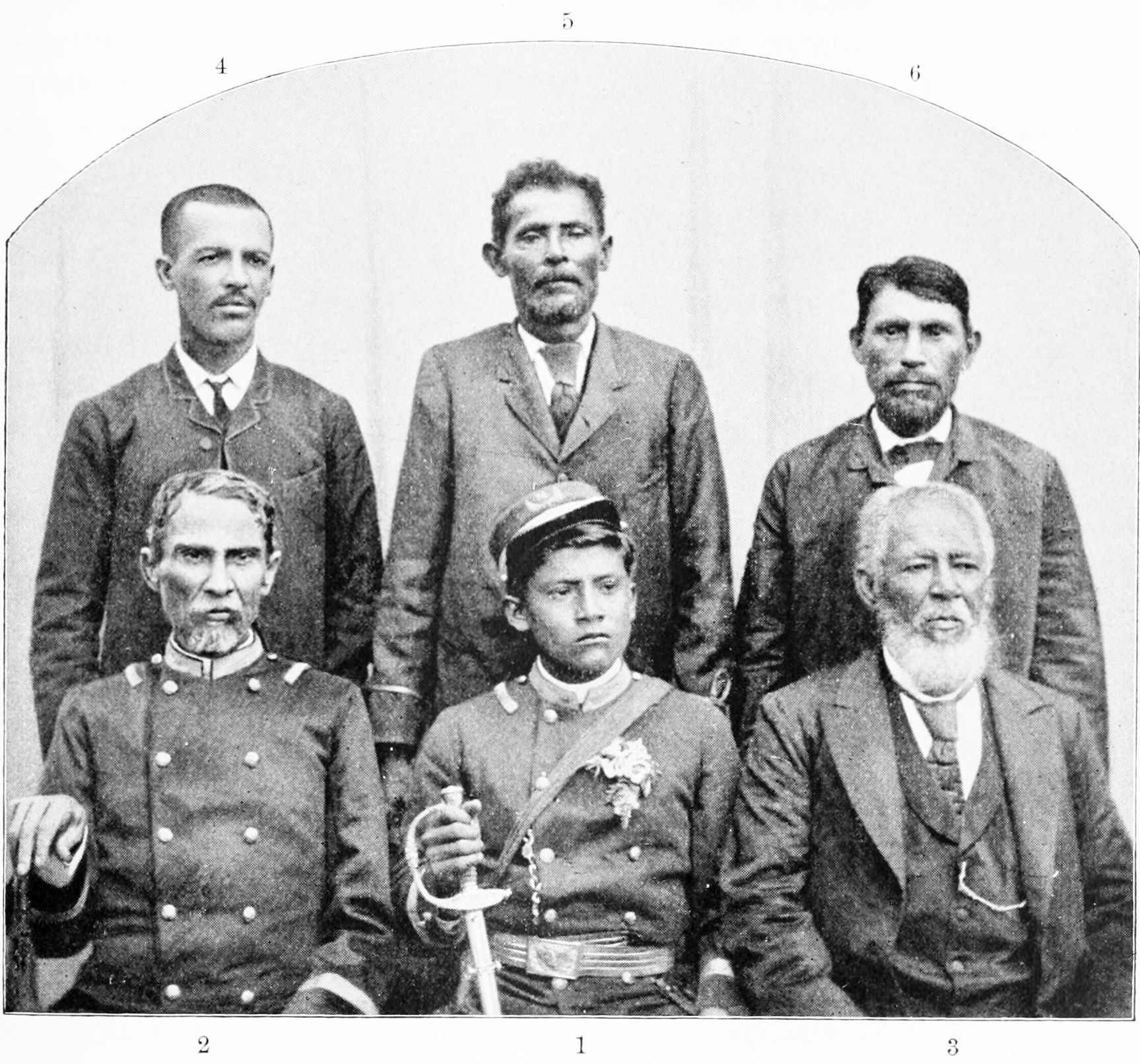
Мискито — один из народов Гватемалы и Гондураса

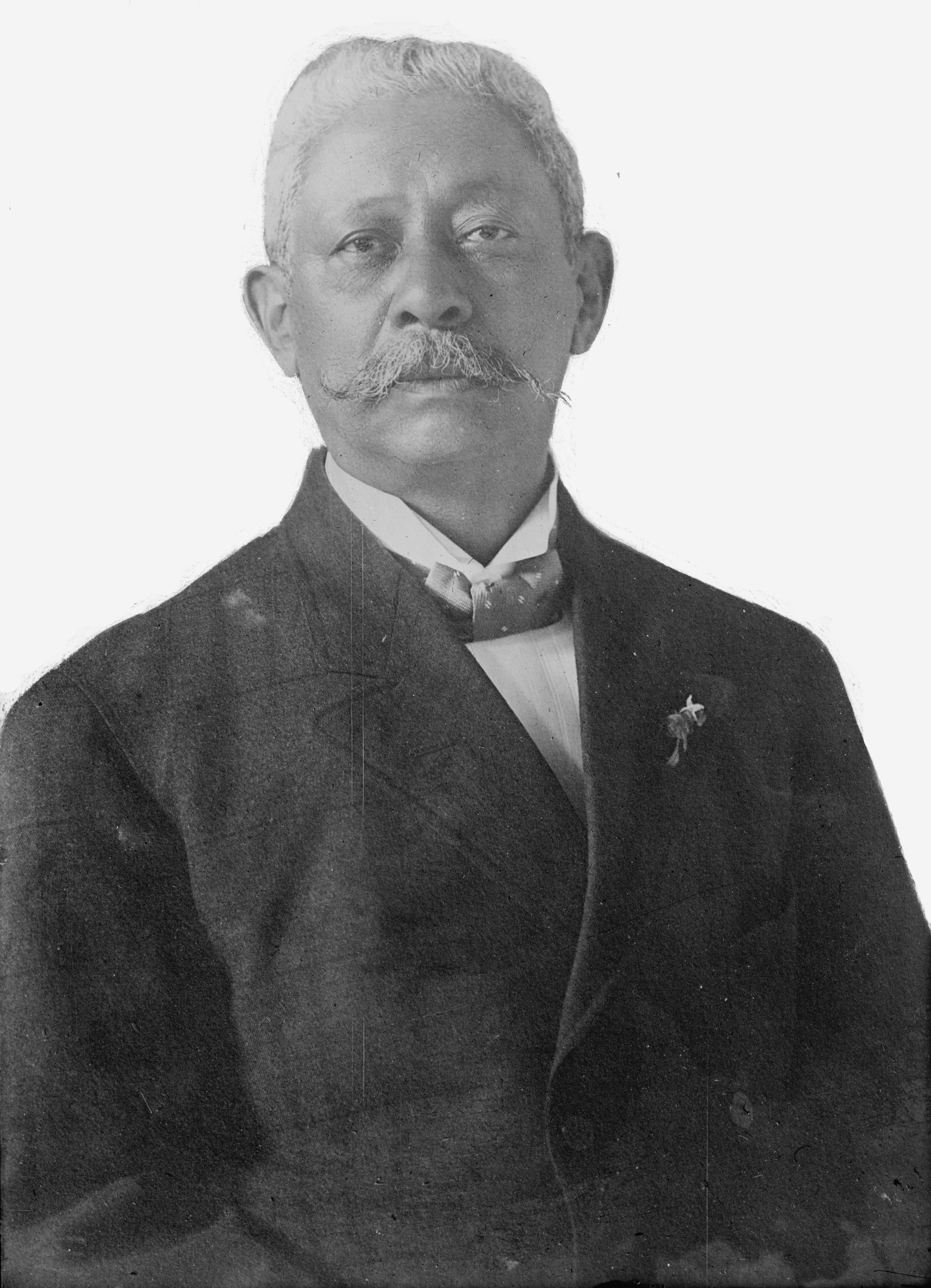
Мануэль Бонилья был президентом Гондураса во время выхода книги

- Франк Гудвин, негоциант, «банановый король, каучуковый принц»
- Билли Кьоу, искатель счастья, фотограф
- Уиллард Джедди, консул США
- О’Дэй, сыщик («Смит»)
- доктор Грэгг, карантинный врач
- Изабелла Гилберт, авантюристка, оперная певица, возлюбленная президента Мирафлореса
- Джон де Граффенрид Этвуд из Дейлсбурга, Алабама, следующий консул США
- Элиджа Гемстеттер из Дейлсбурга, Алабама
- Розина, его дочь, возлюбленная Джонни Этвуда
- Пинки Доусон, фермер, соперник Джонни Этвуда в любви
- Гомер П. Меллинджер, личный секретарь президента Мирафлореса
- Генри Хорсколлар (Horse collar — лошадиный хомут), друг Кьоу, на четверть индеец чероки
- Блайт-Вельзевул, местный алкоголик
- Джеймс Клэнси, ирландец
- О’Хара, новоорлеанский полисмен. «если бы Гватемала была в полицейском участке О’Хары! Раз или два в неделю он подавлял бы тамошние революции дубинкой — просто для развлечения, играючи»
- Кэролос Уайт, нью-йоркский художник
- третий консул, безымяннен
- капитан «Спасителя» Мак-Леод, капитан «Катарины» де Лукко, капитан «Валгаллы» Кронин, мистер Франзони, мистер Винченти (фруктовая компания «Везувий»)
- мистер Дж. Черчилль Уорфилд, президент нью-йоркского страхового общества «Республика»
- мисс Уорфилд, его дочь и жена Франка Гудвина

анчурийцы
- президент Мирафлорес
- мисс Паула, дочь богача Бернарда Брэнигэна, невеста Уилларда Джедди
- мадама Тимотеа Ортис, хозяйка «Отеля де лос Эстранхерос»
- Эстебан Дельгадо, парикмахер
- Эмилио Фалькон, полковник, разыскивающий деньги
- Лосада, новый президент
- дон Сабас Пласидо, военный министр, коллекционер
- Фелипе Каррера, бедненький помешанный (Pobrecito loco), адмирал анчурийского флота
- начальник таможни
- супруга начальника таможни, романтическая дама, «старательно, своими собственными ручками» изготовившая военно-морской флаг Анчурии
- Дикки Малони (Рамон Оливарра), presidente proclamado
- Паса, дочь мадамы Ортис, La Santita Naranjadita
- сеньор Эспиринсион, чиновник министра финансов
- генерал Пилар, новый военный министр

жители «Кам… Гватемалы»
- генерал де Вега
- старик Галлоран, ирландец
- негр в челноке, понимающий по-английски «целую кучу… очень много…»

## Аллюзии

### Название
Книгу предваряет авторская «Присказка Плотника». Специально для русского читателя переводчик Корней Чуковский написал введение «От переводчика», в котором он раскрывает связь заглавия книги с книгой Льюиса Кэрролла.
В книге «Алиса в Зазеркалье» есть стихотворение «Морж и Плотник», которые выманивают устриц из моря лишь затем, чтобы их съесть. Среди прочего, они обещают рассказать им

«…О башмаках и сургуче,

Капусте, королях,

И почему, как суп в котле,

Кипит вода в морях»

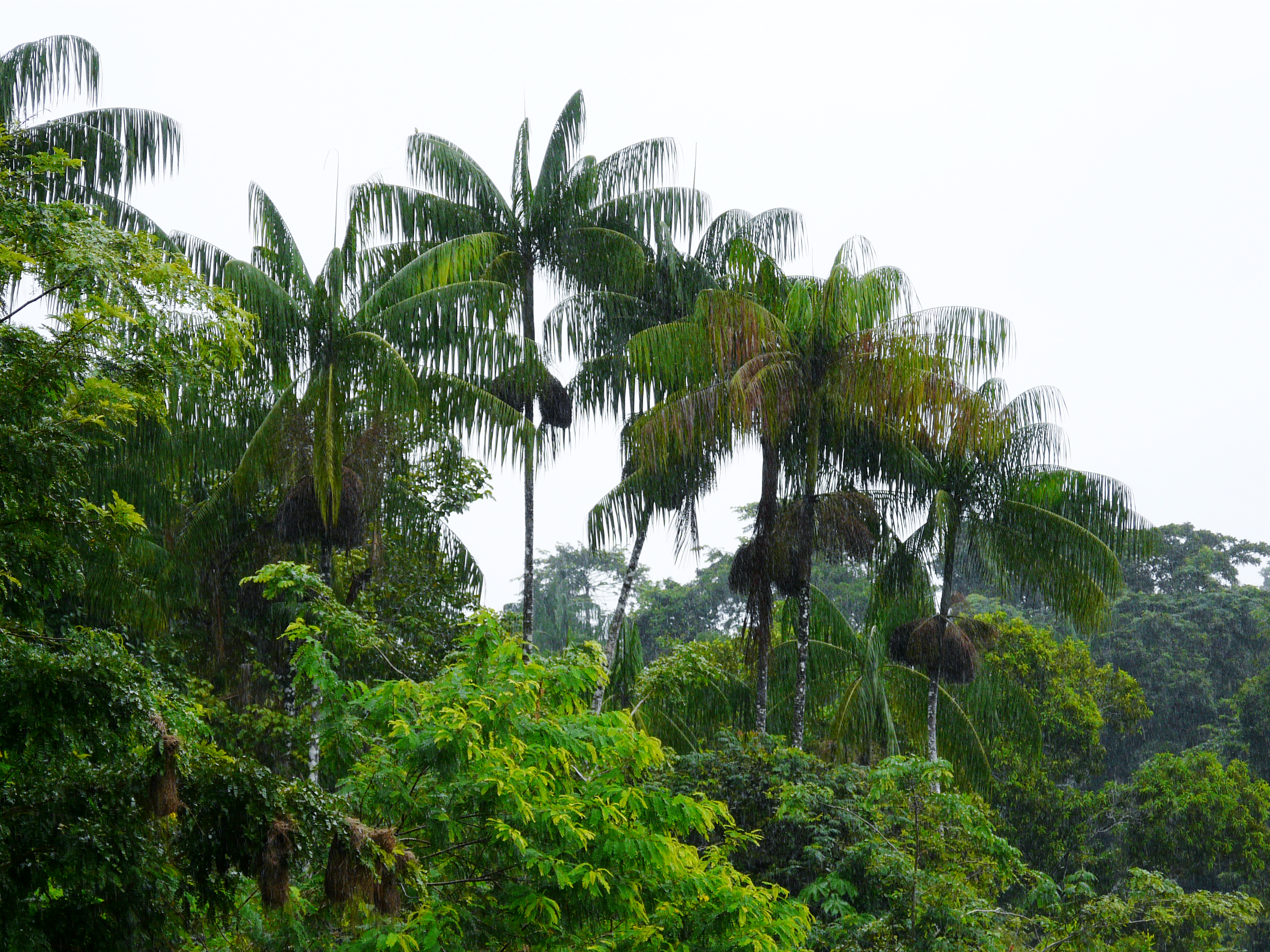
Так выглядит капустная пальма

Но Морж и Плотник так ничего и не рассказали устрицам. О. Генри в «Присказке Плотника» принимает на себя роль Плотника и выполняет это обещание. Так, в книге есть глава «Башмаки», в которой фигурируют сургуч и некоторые другие из упомянутых Моржом тем. Короли же (президенты) и капуста (в значении капустных пальм) появляются в первом же рассказе.
Сам О. Генри так пишет об этом:
Пожалуй, неразборчивому уху Моржа эта повесть полюбится больше всего, потому что в ней и вправду есть и корабли и башмаки, и сургуч, и капустные пальмы, и (взамен королей) президенты.
Эйхенбаум считает, что «лоскутность» конструкции повести подчеркнута названием, выбранным автором. «Роман написан вроде того, как пишутся иногда стихотворения на заданные слова — искусство при этом заключается в том, чтобы ловко соединить самые неожиданные и, казалось бы, несоединимые вещи».

### Лотос
В повести неоднократно возникает тема лотоса и забвения тревог. Это аллюзия на древнегреческое сказание о лотофагах («Одиссея», IX). Писатель сравнивает своих американцев, покинувших родину и ведущих полудремотное существование, с мифическими странниками, отведавшими «траву забвения».
Также О. Генри цитирует строки Альфреда Теннисона из поэмы «Вкусившие лотос» на ту же тему: «Здесь, в этом царстве лотоса, / В этой обманной стране, / Покоиться в сонной истоме».

### Пароходная компания

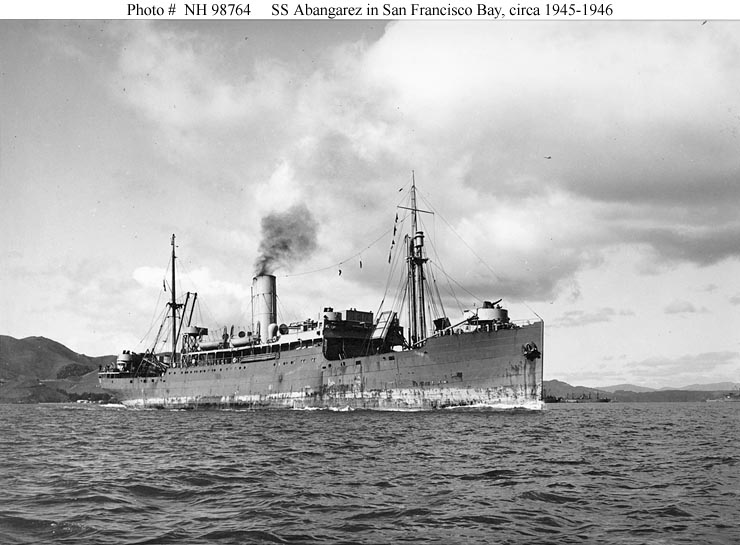
Фруктовый пароход компании United Fruit Company, построенный в 1909 году

Важную роль в политических интригах повести играет вымышленная пароходная «Фруктовая компания Везувий». Крупнейшей пароходной компанией того времени, оказывавшей крайне сильное влияние на политику Латинской Америки, была United Fruit Company, где трудился уроженец Кишинёва Сэмюэл Земюррэй, бывший в Гондурасе в те же годы, что и О. Генри. (В 1900 году Земюррэй приобрёл два речных парохода и занялся перевозкой товара из банановых плантаций Гондураса с последующей продажей в Мобиле и Новом Орлеане. В 1910 году он купил в Гондурасе 5 тысяч акров банановых плантаций). Очевидно, эта фирма и стала прототипом «Везувия».
Эта компания сохраняла своё влияние над «банановыми республиками» на протяжении долгих десятилетий. Так, в 1954 году правительство Гватемалы национализировало плантации компании, и под её нажимом ЦРУ организовало военное вторжение в Гватемалу из Гондураса, в результате которого к власти пришёл проамерикански настроенный полковник Кастильо Армас, вернувший земли компании. А бывший директор ЦРУ, заместитель государственного секретаря США Уолтер Беделл Смит в 1954 году уволился с госслужбы и занял пост члена совета директоров компании.
Президент Гондураса Лопес Арельяно в 1975 году был смещён с поста президента вооруженными силами генералом Хуаном Альберто Мельгар Кастро. Поводом для недовольства военных стал коррупционный скандал вокруг сделки с United Brands Company (аффилированной с «Юнайтед фрут компани»), получивший в прессе название «Бананенгейт».
Деятельность компании в своих сочинениях осуждали такие латиноамериканские писатели, как Габриэль Гарсия Маркес (Колумбия), Пабло Неруда (Чили) и др.

## Анализ
Борис Эйхенбаум в «О. Генри и теория новеллы» пишет: «По принципу циклизации построена и первая книга Генри — роман „Короли и капуста“, изданный в 1904 г. Это, в сущности, не роман в нашем современном понимании, а нечто похожее на старые романы, ещё сохранявшие связь с сборниками новелл, — „комедия, сшитая из пёстрых лоскутьев“, как говорит сам Генри. (…) По прочтении романа такого рода вставные новеллы и эпизоды легко отпадают от основной, но дело в том, что до самого конца читателю неясно, в каком именно пункте кроется разгадка основной тайны».
«Роман построен на ошибке — погиб не президент Анчурийской республики Мирафлорес, а президент страхового общества „Республика“ мистер Варфильд; эта ошибка, вместе с тем, является основной тайной для читателя: он видит, что в основе романа какая-то загадка, но в каком пункте она заложена и с какими персонажами связана — он до конца не знает. Отсюда — возможность и право вводить совершенно посторонних лиц и говорить о совершенно посторонних событиях — их „посторонность“ обнаруживается только в последних главах. Вставные новеллы приобретают, таким образом, особую мотивировку, оправдывающую их присутствие, — мотивировку не только торможения разгадки, но и заведения на ложный путь, мотивировку ложного разгадывания или намёков на него; финал не только разрешает загадку, но обнаруживает присутствие самой ошибки и совпадения».
Роман начинается сразу с перечня всех фактов, из которых будет состоять основная новелла. «Наличность загадки, таким образом, показана с самого начала — роман имеет характер ответов на поставленные во вступлении вопросы. Эта обнажённость тайны, как сюжетной пружины, делает всю его конструкцию несколько иронической или пародийной — тайна подается не серьёзно, а только как интригующий и дразнящий элемент, при помощи которого автор играет с читателем. Наличность загадки иногда нарочно подчёркивается — автор, знающий разгадку, не прячется за событиями, как в обыкновенном романе тайн, а наоборот — напоминает читателю о своем присутствии».
По его мнению, фабула основной новеллы (революция-фарс в Анчурии), напоминает рассказ Марка Твена — «The Great Revolution in Pitcairn» и именно он мог быть объектом пародии.
Вся загадка построена на своего рода каламбуре — «характерный для Генри прием. Простое совпадение, которое само по себе в таком романе не требует мотивировки, оказывается причиной всех происшедших событий». Конец дает тройную разгадку: самоубийца — не Мирафлорес, миссис Гудвин — не певица, Гудвин — не вор. «Из этих трёх разгадок только последняя определённо ожидается читателем — и то не в своём содержании, а в том, что она должна быть; другие две оказываются совершенно неожиданными. Правда, крошечные намёки, как всегда у Генри, есть — начиная с „присказки“, где говорится о странной могиле и об „этом человеке“ (то есть Гудвине), который почему-то следит за чистотой могилы и часто приходит на это место; но при чтении романа читатель склонен видеть загадку в любом пункте — только не в том, где она есть».

## Экранизации
- «Когда море смеётся» (СССР) — телефильм 1971 года. Режиссёр Георгий Зелинский. Аккуратная экранизация книги.
- «Короли и капуста» (СССР) — гротесковый фильм 1978 года по мотивам книги. Многие персонажи (Гудвин, генерал Пилар) изображены подчёркнуто карикатурно.
- «Короли и капуста» — российский кукольный мультфильм 1996 года по мотивам книги. Блайт и «адмирал» — основные персонажи.

## Музыка
- Оперетта «Президенты и бананы» (1939). Музыка Николая Стрельникова. Пьеса Г. Вечора и М. Тригер. Стихи А. и Т. Якоб. Премьера: Московский театр оперетты, 23 марта 1939 года. Постановка Н. Бравина. Режиссёр А. Храмченко. Дирижеры Г. Фукс-Мартин и И. Вейнбаум. Художник Е. Мандельберг. Балетмейстер Э. Мей[10].